# Kecamatan Muara Batu
Kecamatan Muara Batu (indonesiska: Muara Batu) är ett distrikt i Indonesien.   Det ligger i provinsen Aceh, i den västra delen av landet, 1 700 km nordväst om huvudstaden Jakarta.